# Yvonne Elliman (álbum)
Yvonne Elliman es el álbum debut de la cantante estadounidense. Fue lanzado en su país natal bajo el sello Decca en 1972, e incluye la canción "I Don't Know How to Love Him", original de la banda sonora del musical de Broadway Jesucristo Superestrella. En el Reino Unido el álbum fue lanzado con el nombre del sencillo por la discográfica Polydor.

## Lista de canciones

### Lado A
| N.º | Título                         | Escritor(es)                  | Duración |  |
| 1.  | «Look at You, Look at Me»      | Dave Mason                    | 4:12     |  |
| 2.  | «I Would Have Had a Good Time» | John Kongos                   | 4:21     |  |
| 3.  | «Can't Find My Way Home»       | Steve Winwood                 | 3:09     |  |
| 4.  | «Everyday of My Life»          | David Spinozza                | 3:50     |  |
| 5.  | «I Don't Know How to Love Him» | Andrew Lloyd Webber, Tim Rice | 3:32     |  |

### Lado B
| N.º | Título                 | Escritor(es)       | Duración |  |
| 6.  | «Sugar Babe»           | Steven Gillis      | 4:19     |  |
| 7.  | «Nothing Rhymed»       | Gilbert O'Sullivan | 3:36     |  |
| 8.  | «World in Changes»     | Dave Mason         | 3:40     |  |
| 9.  | «Interlude for Johnny» | Yvonne Elliman     | 2:01     |  |
| 10. | «Speak Your Mind»      | Marc Benno         | 4:35     |  |
| 11. | «Heat»                 | Bruce Epstein      | 2:53     |  |

## Personal
- Kenny Ascher - teclado, órgano, piano, piano eléctrico
- Alfred Brown - viola
- Garnett Brown - trombón
- George Butcher - piano
- Albert A. Delmonte - fliscorno
- Lewis Eley - violín
- Max Ellen - violín
- Yvonne Elliman - guitarra, voz principal
- Bruce Epstein - guitarra
- Peter Gordon - trompa
- Hilda Harris - coro
- Barbara Hunter - chelo
- Ralph MacDonald - conga, percusión
- Rick Marotta - batería, percusión
- Hugh McCracken - guitarra
- Hugh McGracken - guitarra, guitarra eléctrica, armónica
- Dominick J. Monardo - trombón
- David Nadien - violín
- Linda November - coro
- Gene Orloff - violín
- Tony Posk - violín
- Peter Robinson - órgano
- Bruce Rowland - batería
- David Spinozza - guitarra, guitarra eléctrica
- Louis Stewart - guitarra
- Maretha Stewart - coro
- Mark Warner - guitarra
- Alan Weighall - bajo
- Stu Woods - bajo
- George Young - flauta

## Producción
- Producido por Andrew Lloyd Webber y Tim Rice
- Ingeniero: Dixon
- Conductor: Alan Doggett